# Rhaphidostegium plumosum
Rhaphidostegium plumosum är en bladmossart som beskrevs av Thériot 1908. Rhaphidostegium plumosum ingår i släktet Rhaphidostegium och familjen Sematophyllaceae. Inga underarter finns listade i Catalogue of Life.